# 2953 Vysheslavia
2953 Vysheslavia eller 1979 SV11 är en asteroid i huvudbältet som upptäcktes den 24 september 1979 av den rysk-sovjetiske astronomen Nikolaj Tjernych vid Krims astrofysiska observatorium på Krim. Den har fått sitt namn efter Leonid Vysheslavskii.
Asteroiden har en diameter på ungefär 12 kilometer och den tillhör asteroidgruppen Koronis.